# Santa Teresa Gallura

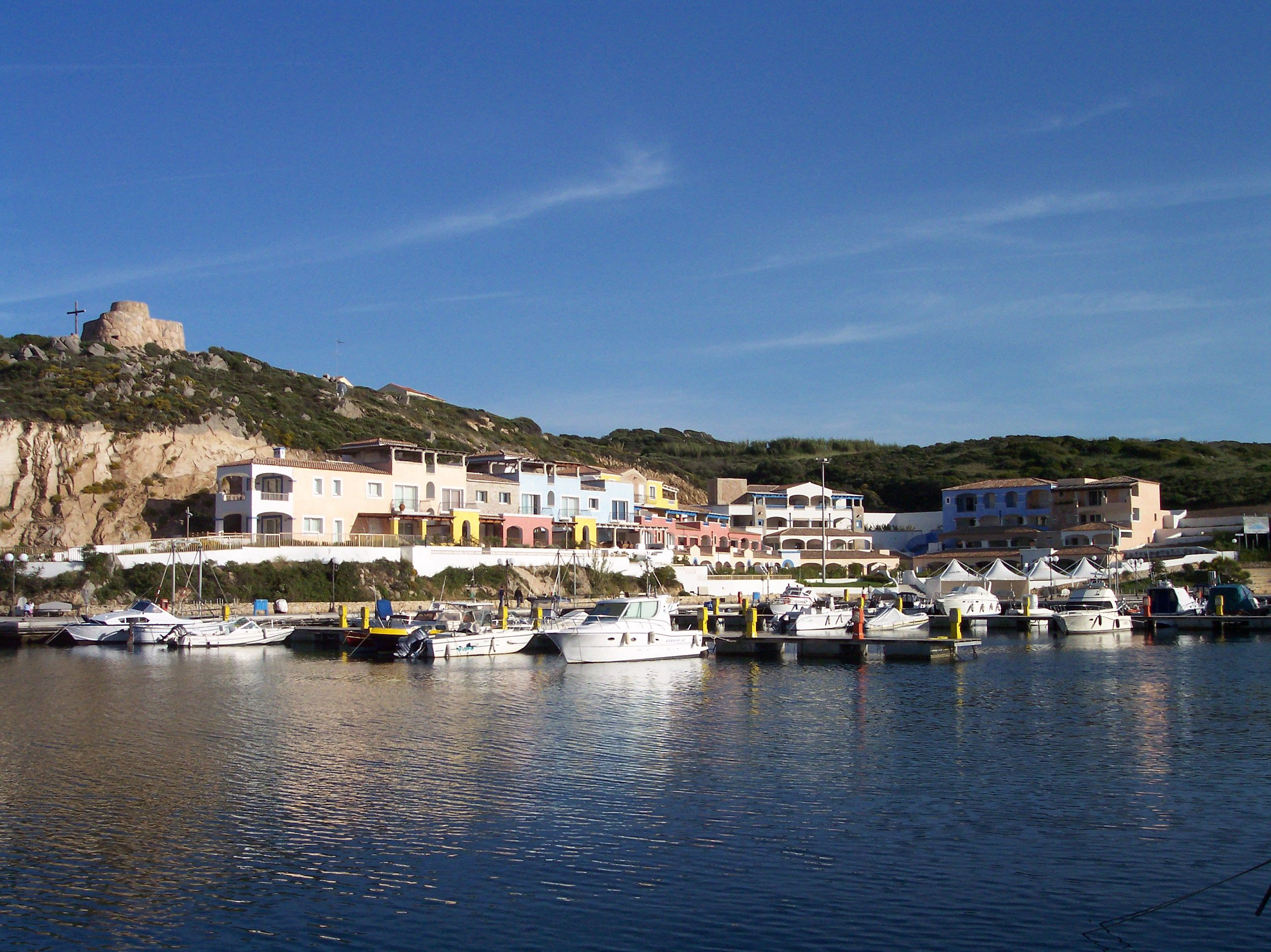
Port w Santa Teresa Gallura

Santa Teresa Gallura – miejscowość i gmina we Włoszech, w regionie Sardynia, w prowincji Sassari. Według danych na rok 2019 gminę zamieszkuje 5252 osób, 51 os./km². Graniczy z Tempio Pausania, Valledoria i Viddalba. Miasto jest położone nad Cieśniną Świętego Bonifacego o szerokości 11 km. i posiada bezpośrednie połączenie promowe z Bonifacio na Korsyce (przeprawa trwa około godziny).
Początki miejscowości sięgają roku 1808, kiedy to król Wiktor Emanuel I ufundował miejscowość portową i nadał jej nazwę na cześć swojej żony Marii Teresy.